# Antonio da Sangallo mlajši
Antonio da Sangallo mlajši (rojen kot Antonio Cordiani), italijanski renesančni arhitekt, * 12. april 1484, Firence, † 3. avgust 1546, Terni, znan tudi kot Antonio da San Gallo, ki je deloval predvsem v Rimu in Papeških državah.

## Zgodnje življenje in vajeništvo
Sangallo se je rodil kot Antonio Cordiani v Firencah, sin Bartolomea Piccionija. Njegov dedek Francesco Giamberti je bil lesar, njegova strica Giuliano in Antonio da Sangallo starejši pa sta bila takrat znana arhitekta. Giorgio Vasari piše, da je mladi Sangallo sledil svojim stricem v Rim, da bi nadaljeval arhitekturno kariero; na koncu je prevzel ime Sangallo. Namesto da bi postal vajenec umetnika, kot je bila skupna pot do arhitekta, je bil Sangallo vajenec pri tesarju; kljub temu je hitro postal vajenec pri Donatu Bramanteju.
Kot pomočnik pri Bramanteju je Sangallo zaradi invalidnosti svojega gospodarja pripravil številne skice in bil kot risar pripravljen za talent in pozornost do detajlov. Zaradi uspeha je Bramante dal Sangallu številne projekte, ki jih je lahko zaključil z le orisom zasnove in motivov. Sčasoma je bil Sangallo zadolžen za Passetto di Borgo med papeškimi stanovanji in Castel Sant'Angelo. Ta projekt je ostal nedokončan, vendar je Sangallu pustil delovni ugled kot arhitekt.

## Neodvisna naročila
Sangallo, ki je zdaj živel v Rimu, je leta 1507 hitro prejel veliko naročilo za cerkev Santa Maria di Loreto. Njegova zasnova je zahtevala kvadratno prvo nadstropje in osemkotno drugo, zgrajeno iz travertina in opeke; kupola in lanterna sta bili končani mnogo let kasneje. Sangallo je nase opozoril tudi kardinala Alessandra Farneseja (ki bo kasneje postal papež Pavel III.), od katerega je prejel številna naročila. V prvi vrsti je to palača Farnese na Piazza Farnese, čeprav je bila dokončana šele po njegovi smrti. Sangallo je od družine Farnese prejel tudi številne druge pogodbe. Na primer, oblikoval je palačo (kasneje uničena) in cerkev Santa Maria Maddalena v farneškem mestu Gradoli. Oblikoval je tudi utrdbe za Capo di Monte in Caprarola; slednja je sčasoma postala podeželsko posestvo, Villa Farnese.
Poleg družine Farnese je imel Sangallo v Rimu številne pokrovitelje. Za Melchioreja Baldassinija je oblikoval Palazzo Baldassini v bližini bazilike Sant'Agostino; zasnoval je grobnico za kardinala Jaume Serra i Cau v San Giacomu degli Spagnoliju. Sangallo je bil tudi eden izmed številnih umetnikov, ki jih je za oblikovanje Ville Madama najel kardinal Giulio de' Medici, bodoči papež Klemen VII.; osebno je bil odgovoren za končno zasnovo same stavbe. S temi projekti je Sangallo pridobil ugled glavnega arhitekta v mestu Rim; ko je Bramante leta 1514 umrl, je bil Sangallo skupaj z Rahaelom in Giovannijem Giocondom imenovan za nadzor nad gradnjo bazilike svetega Petra s strani papeža Leona X. Sangalla je Leon X. obširno najel ne le kot arhitekta, ampak tudi kot inženirja z nalogo obnoviti in shraniti številne zgradbe.

## Inženirski podvigi
Nekoliko kasneje je bil Sangallo najet za gradnjo temeljev za cerkev San Giovanni dei Fiorentini na bregu Tibere. Zasnova Jacopa Sansovina je zahtevala, da se cerkev razširi v reko, kar je bila težava zaradi nestabilnega brega. Sangallo je temelje uspešno zaključil, čeprav s tako velikimi stroški, da za gradnjo cerkve ni bilo več dovolj denarja. Tako model, ki ga je Sangallo zasnoval za cerkev, ni bil zgrajen, gradnja po načrtih Giacoma della Porta pa se je začela šele leta 1583.
Drug projekt je bila bazilika Santa Casa v Loretu. Cerkev ni bila zgrajena posebej dobro, z razpokanimi oboki in nestabilnim temeljem. Sangallo je preoblikoval cerkev in podkrepil temelje; Vasari trdi, da je cerkev »najboljša, kar jo je Antonio kdaj izvedel« kljub izzivom, ki so bili prirojeni pri obnovi cerkve, v nasprotju z gradnjo nove od temelja. Sangallo je bil najet tudi za podobno delo na vatikanskih ložah, ki so pokazale znake šibkosti zaradi slabe gradnje; njegove okrepitve stojijo še danes.
Sangallo je bil tudi priznan vojaški arhitekt, ki je delal na utrdbah številnih mest, kot so Parma, Piacenza, Ancona in Orvieto. V Orvietu ga je papež Klemen VII. zadolžil tudi za gradnjo vodnjaka, imenovanega Vodnjak svetega Patrika, ki velja za čudež inženiringa. Njegove rampe z dvojno vijačnico okoli osrednje odprte gredi so omogočale, da so voli, ki so nosili vodo, šli dol po eni od klančin navzgor in po drugi navzdol, ne da bi se morali obrniti; kljub globini 175 čevljev so rampe dobro osvetljene skozi okna, izrezana v osrednji del. Mogoče navdih za oblikovanje je bil Jožefov vodnjak v Kairski citadeli z dvojnim spiralnim stopniščem.
Njegov zadnji projekt je bilo izsuševanje doline Rieti, ki mu ga je naročil papež Pavel III. v slabem močvirnem okolju je Sangallo zbolel za malarijo in umrl, preden je končal svoje delo.

## Delo v Vatikanu in baziliki svetega Petra
Sangallo je ohranil dobre odnose s papeži in je bil zato od leta 1513 do najmanj 1536 nenehno vključen v proces načrtovanja in gradnje bazilike svetega Petra.  Kot capomaestro je bil dolga leta zadolžen za vsakodnevno gradnjo bazilike. Ustvaril je tudi zasnovo bazilike, od katere danes obstaja leseni model.
- Fasada Sangallovega oblikovanja bazilike.
- Sala Regia, Sangallo jo je oblikoval za papeža Pavla III.
- Scala Regia, z Berninijevimi kipi.

Sangallo je veliko delal tudi na vatikanskih apartmajih, kjer je zgradil Cappella Paolina,  Sala Regia, ki služi kot vhod v Sikstinsko kapelo in Scala Regia, stopnišče, ki služi kot glavni vhod v Apostolsko palačo. Vasari tudi trdi, da je Sangallo spremenil Sikstinsko kapelo z dviganjem strehe, čeprav natančno, kakšne so spremembe, ni jasno.